# Q伯特
《Q伯特》（又译作），是一款于1982年由Gottlieb公司面向北美市场发行的伪3D效果的动作类、益智类游戏 。玩家通过操纵游戏角色“Q伯特”，在躲避敌人与障碍物的同时，将方块改为目标颜色。